# Quartier Croix de Pierre
Pour les articles homonymes, voir Quartier de la Croix de Pierre (Toulouse).
Le quartier Saint-Marc – Croix de Pierre – Saint-Nicaise est l'un des douze quartiers de Rouen.

## Description
Sa vie tourne autour de sa place principale où se situe la « fontaine de la Croix-de-Pierre » qui lui a transmis le nom d'une croix en pierre préexistante. La fontaine formant pinacle que l'on peut voir actuellement est une œuvre néo-gothique, l'original, en style gothique, ayant été déposé dans les jardins du musée des Antiquités.
Ce quartier, situé à l'est de Rouen, est délimité par l'avenue de la Porte-des-Champs et l'église Saint-Vivien à l'ouest, les boulevards de l'Yser et de Verdun au nord, la place Saint-Hilaire à l'ouest et le Centre hospitalier universitaire et la rue du Docteur-Blanche au sud.
On y trouve le conservatoire à rayonnement régional de Rouen et la bibliothèque des Capucins.
Les bâtiments de l'ancien séminaire de Saint-Vivien sont ceux de la caserne Philippon où avaient lieu les préparations militaires marine de Rouen.
La caserne Hatry a remplacé la caserne d'Amiens démolie en 1884. Elle fut occupée par le 39e régiment d'infanterie. La caserne Hatry est occupée aujourd'hui par la gendarmerie.
Ce secteur comporte le square Marcel-Halbout, avec sa zone de jeux pour les enfants et son espace boule de pétanque.
Ce quartier a fait l'objet de plusieurs mémoires de sociologie et histoire.

## Personnalités liées à ce quartier
- Ce quartier a été peint par Claude Monet en 1872 au croisement de la rue Chantereine et de la rue Eau-de-Robec[4]. Visible en salle 35, au sein de la collection Antonin Personnaz, auquel ce tableau a appartenu. Le tableau de Monet est entré dans les musées nationaux grâce au legs de ce collectionneur.

- L'acteur Maurice Bénard (1887-1977) y est né.